# گلاسوو
گلاسوو (به آلمانی: Glasow) یک شهر در آلمان است که در فرپومرن-گرایفسوالد واقع شده‌است. گلاسوو ۱۵۰ نفر جمعیت دارد.